# معركة إل آلامو
معركة آلامو (بالإسبانية: Batalla de El Álamo)‏ (بالإنجليزية: Battle of the Alamo)‏ ‏(23 فبراير - 6 مارس 1836)، وهي أحد الأحداث المحورية خلال ثورة تكساس. بعد حصار دام 13 يوما، شنت القوات المكسيكية هجوما تحت قيادة الجنرال أنطونيو لوبيز دي سانتا آنا على بعثة آلامو بالقرب من سان أنطونيو دي بيكسار (حاليا: سان أنطونيو، تكساس، الولايات المتحدة)، مما أسفر عن مقتل جميع المدافعين من التكسيين. وقد ألهمت قساوة سانتا آنا خلال هذه المعركة العديد من التكسيين -كلا من المستوطنين والمغامرين من الولايات المتحدة- إلى الانضمام إلى الجيش التيكسي. وبسبب رغبة الانتقام، هزم التيكسيون الجيش المكسيكي في معركة سان جاسينتو، وذلك في 21 أبريل 1836، مما أدى إلى إنهاء الثورة.
قبل عدة أشهر كان التيكسيون قد أجبروا جميع القوات المكسيكية إلى الخروج من تكساس المكسيكية. ثم تم وضع حامية فيها 100 تيكسيني في آلامو. وازدادت قوة التيكسيين بشكل طفيف عند وصول التعزيزات بقيادة القائدان المشتركان جيمس باوي ووليام ترافيس. في 23 فبراير، زحف ما يقرب من 1,500 مكسيكي إلى سان أنطونيو دي بيكسار كخطوة أولى في حملة لاستعادة تكساس. وخلال العشرة أيام التالية قامت مناوشات بين الجيشين خلفت عددا قليلا من الضحايا. كتب ترافيس عدة رسائل استغاثة لمزيد من الرجال والعتاد، لأنه كان مدركا أن حاميته لا يمكن أن تصمد أمام هجوم من قوة كبيرة كهذه، لكن لم يدعم التكسسيين إلا بأقل من 100 رجل.
في صباح يوم 6 مارس، تقدم الجيش المكسيكي نحو آلامو. صد التيكسيون هجومين ولم يتمكنوا من الهجوم ثالث. وعندما تسلق الجنود المكسيكيون الجدران انسحب معظم الجنود التيكسيين إلى داخل المباني الداخلية. ولم يتمكن المدافعون من الهروب وقتلوا من قبل سلاح الفرسان المكسيكي. استسلم ما بين خمسة أو سبعة من التيكسيين؛ ولكنهم اعدموا بسرعة. يعتقد معظم شهود العيان أن ما بين 182 و 257 من مواطني تكساس قد قتلوا، في حين أن معظم المؤرخين يعتقدون أن حوالي 600 مكسيكي سقطوا بين قتيل أو جريح. وقد تم إرسال عدد من المدنيين إلى غونزاليس لنشر خبر هزيمة التيكسيين. أثارت هذه الأخبار الحماسة إلى الانضمام للجيش التيكسي والهلع الذي أطلق عليه اسم «ورطة الهروب»، حيث اضطر جيش التيكسيين ومعظم المستوطنين ومعهم حكومة جمهورية تكساس الجديدة إلى الهروب من الجيش المكسيكي المتقدم.
داخل المكسيك طغت أحداث الحرب المكسيكية الأمريكية التي وقعت بين عامي 1846-48 على هذه المعركة. في القرن التاسع عشر أصبح مجمع آلامو في تكساس يعرف عنه تدريجيا كموقع معركة بدلا من المهمة السابقة. في بداية القرن العشرين اشترت هيئة تكساس التشريعية الأرض والمباني وعينت كنيسة آلامو كضريح ولاية تكساس الرسمي. وحاليا أصبحت آلامو «أكثر المواقع السياحية شعبية في ولاية تكساس». وأصبحت آلامو موضوعا للعديد من الأعمال الغير خيالية التي بدأت من عام 1843. وعلى كل حال فإن أغلب الأمريكيين على دراية بالخرافات والأساطير المنتشرة من قبل العديد من الأعمال التلفزيون المقتبسة والافلام، مثل سلسلة ديزني المصغرة لديفي كروكيت في الخمسينيات وفيلم آلامو لجون واين في عام 1960.

## خلفية
بدأت الحكومة المكسيكية في عهد الرئيس أنطونيو لوبيز دي سانتا آنا في التحول عن النموذج الفدرالي. وادت السياسات الديكتاتورية المتزايدة، بما فيها إلغاء دستور عام 1824 في بداية عام 1835 إلى تحريض العديد من الفدراليين على التمرد. وكانت منطقة حدود تكساس المكسيكية مأهولة بشكل كبير من مهاجري الولايات المتحدة. وكان هؤلاء الناس معتادين على حكومة فيدرالية وعلى حقوق فردية واسعة، وكانوا مستائين جدا من تحول المكسيك نحو المركزية. بعد شبهات المحاولات الأمريكية السابقة لشراء تكساس المكسيكية، اتهمت السلطات المكسيكية القلاقل التيكسيين من المهاجرين الأمريكيين الذين لم يبذلوا أي جهد للتكيف مع الثقافة المكسيكية.
في أكتوبر، شارك التيكسيون قوات المكسيك في أول معركة رسمية لثورة تكساس. بدأ سانتا آنا في تجميع قوة كبيرة من جيش العمليات في تكساس لقمع التمرد ولاستعادة النظام. وكان معظم جنوده من الجدد، وكان تجنيد عدد كبير منهم إجباري.

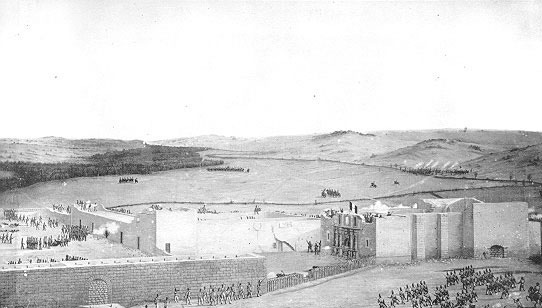
سقوط آلامو، رسمها ثيودور جنتيلز عام 1844، يصور مجمع آلامو من الجنوب. الثكنات المنخفضة، والكنيسة، والحاجز الخشبي التي تربط بينهما في المقدمة.

هزم التيكسييون القوات المكسيكية المتمركزة في ولاية تكساس بشكل منظم. يذكر أن المجموعة الأخيرة من الجنود المكسيكيين الذين يقطنون في المنطقة —بقيادة صهر سانتا آنا، الجنرال مارتن بيرفكتو دي كوس— استسلمت في 9 ديسمبر بعد حصار بيكسار. من هذه النقطة، تمت السيطرة على الجيش التيكسي من قبل الوافدين حديثا إلى المنطقة، وفي مقدمتهم المغامرين من الولايات المتحدة. عاد العديد من المستوطنين في تكساس إلى ديارهم لأنهم غير مستعدين لحملة طويلة. غضب سانتا آنا من التدخل الأمريكي في الشؤون المكسيكية، وتزعم قرارا بتصنيف الأجانب الذين وجدوا يقاتلون في تكساس على أنهم قراصنة. وقد حظر القرار الفعال أسرى الحرب: خلال هذه الفترة، تم إعدام القراصنة المقبوض عليهم فورا. وكرر سانتا آنا هذه الرسالة في خطاب شديدة اللهجة إلى رئيس الولايات المتحدة أندرو جاكسون. ولم توزع هذه الرسالة بشكل واسع، ومن المرجح أن معظم المجندين الأمريكيين الذين يعملون في الجيش التيكسي لم يكونوا على علم بأنه لن يكون هناك أسرى حرب.
عندما غادرت القوات المكسيكية سان أنطونيو دي بيكسار (حاليا سان أنطونيو، تكساس، الولايات المتحدة) أنشأ الجنود التيكسيين حامية في بعثة آلامو، وهي في السابق كانت مقر كاثوليكي تنصيريّ إسباني وتم تحويلها إلى حصن مؤقت من قبل الجيش المكسيكي الذي طرد مؤخرا. وقد وصفها سانتا آنا بأنها «تحصين غير نظامي لا يستحق الاسم»، وقد صممت آلامو لتتحمل هجوم القبائل الأصلية وليست الجيوش المجهزة بالمدافع. يمتد المجمع بمساحة 3 أَكْر (1.2 هكتار)، تزود ما يقرب من 1,320 قدم (400 متر) من محيط دفاع. يحد الساحة الداخلية من الشرق الكنيسة ومن الجنوب مبنى من طابق واحد يسمى بالثكنات المنخفضة. وتمتد حواجز خشبية بين هذين المبنيين. تمتد الثكنات الطويلة المكونة من طابقين إلى شمال الكنيسة. وفي الزاوية الشمالية من الجدار الشرقي يوجد سياج للماشية والخيول. يقدر سمك الجدران المحيطة بالمجمع على الأقل 2.75 قدم (0.84 متر) ويتراوح ارتفاعها من 9-12 قدم (2.7-3.7 متر).
وللتعويض عن عدم وجود منافذ إطلاق النار، شيد المهندس التيكسي غرين جيمسون منصات لتساعد المدافعين لإطلاق النار من فوق الجدران؛ ولكن بهذه الطريقة، جعل الجزء العلوي من الجسم معرضا لإطلاق النار. تركت القوات المكسيكية وراءها 19 مدفعا، والتي وضعها جيمسون على الجدران. ووضع جيمسون مدفعا كبيرا من نوع (18-بوندر) كان وصل إلى تكساس مع نيو اورليانز غرايز في الركن الجنوب الغربي للمجمع. وكان يتباهى امام قائد الجيش التيكسي سام هيوستن بأن التيكسيين يمكن «يستعملوا 10 إلى 1 مع مدفعياتنا».
كانت الحامية التيكسية تعاني من نقص الأيدى العاملة والمؤن وفي 6 يناير 1836 لم يتبقى فيها إلا 100 جندي تقريبا. كتب قائد آلامو بالنيابة الكُولُونِيل جيمس كلينتون نيل إلى الحكومة المؤقتة: «إذا كان يوجد هنا دولار من قبل فليس لدي علم به». وطلب نيل المزيد من القوات والإمدادات، مؤكدا أن الحامية لن تكون قادرة على الصمود أمام الحصار أكثر من أربعة أيام. وكانت الحكومة التيكسية في حالة اضطراب وغير قادرة على تقديم المزيد من المساعدة. تولى أربعة رجال مختلفين قيادة الجيش كاملا: في 14 يناير، أحد هؤلاء القادة كان جيمس نيل، وقام سام هيوستن بالمساعدة لجمع الإمدادات والملابس والذخائر.

## التمهيد للمعركة

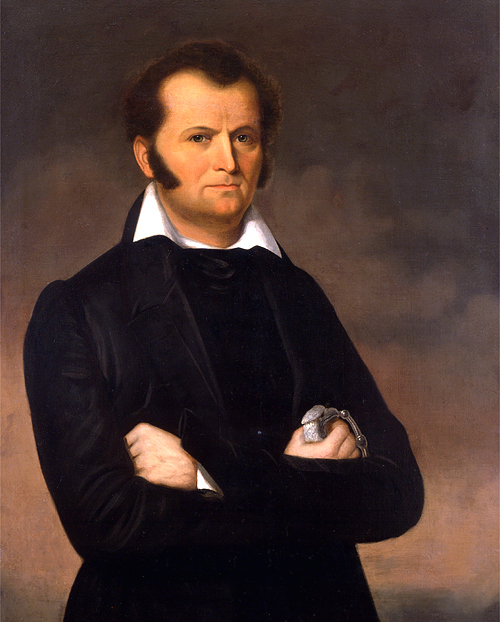
وصل جيمس باوي إلى بعثة آلامو في 19 يناير في أوامر لتدمير المجمع. وبدلا من ذلك أصبح قائد مشارك للحامية.

لم يستطع هيوستن أن يوفر رجالا للدفاع الناجح. وبدلا من ذلك بعث الكولونيل جيمس باوي برفقة 30 رجلا لإزالة المدفعية من آلامو وتدمير المجمع. لم يكن باوي قادرا على نقل المدفعية لأن حامية آلامو تفتقر للحيوانات اللازمة. بعدها اقنع نيل باوي بأن الموقع له أهمية إستراتيجية. قال باوي في رسالة إلى الحاكم هنري سميث أن «خلاص تكساس يعتمد بشكل كبير على إبقاء بيكسار خارج أيدي العدو. وهي بمثابة حارس حدودي، وإذا أصبحت في حوزة سانتا آنا فليس هناك معقل لصده في مسيرته نحو سابين». انتهت الرسالة إلى سميث، «جئت أنا والكولونيل نيل بقرار جدي، وهو أننا نفضل الموت في هذه الخنادق بدلا من إعطائها للعدو». كتب باوي أيضا إلى الحكومة المؤقتة، يطلب فيها «رجال ومال وبنادق وبارود للمدفع». وتمت الموافقة على القليل من التعزيزات؛ في يوم 3 فبراير وصل ضابط سلاح الفرسان وليام باريت ترافيس إلى بيكسار برفقة 30 رجلا. وبعد خمسة أيام، وصلت مجموعة صغيرة من المتطوعين، من ضمنهم ساكن الحدود الشهير والعضو السابق في الكونغرس الأمريكي ديفيد كروكيت من تينيسي.

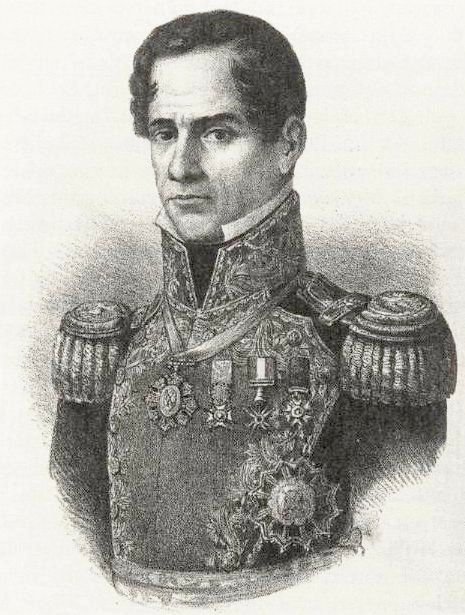
قاد الجنرال أنطونيو لوبيز دي سانتا آنا القوات المكسيكية إلى تكساس في عام 1836.

في 11 فبراير، غادر نيل آلامو، عازما على تأمين تعزيزات إضافية وجمع ما يلزم. وأعطى القيادة إلى ترافيس الذي يعتبر أعلى ضابط في الجيش النظامي موجود في الحامية. كان المتطوعون يشكلون العدد الأكبر في الحامية، وكانوا غير راضين عن ترافيس أن يكون زعيما لهم. وانتخبوا بدلا من ذلك باوي لأنه اشتهر بالقتال الشرس. احتفل باوي بذلك حتى الثمالة وخلق الفوضى في بيكسار. وافق باوي في مشاركة القيادة مع ترافيس لتخفيف المشاعر السيئة الناتجة عن ذلك.
في الوقت الذي كان التيكسيون يكافحون للعثور على رجال وإمدادات، كان سانتا آنا يواصل جمع الرجال في سان لويس بوتوسي؛ وبحلول نهاية عام 1835 بلغ عدد جيشه نحو 6,019 جندي. وبدلا من التقدم على طول الساحل، حيث يمكن استلام الإمدادات والتعزيزات بسهولة عن طريق البحر، أمر سانتا آنا جيشه الداخلي إلى بيكسار، المركز السياسي لتكساس وموقع هزيمة كوس. في أواخر ديسمبر بدأ الجيش مسيرته شمالا. واستخدم الضباط الرحلة الطويلة لتدريب الرجال. كان العديد من المجندين الجدد لا يعرفون كيفية استخدام مهداف بنادقهم، ورفض الكثير منهم إطلاق النار من الكتف بسبب ارتدادها العنيف .
كان التقدم بطيئا لأنه لم يكن هناك ما يكفي من البغال لنقل جميع الإمدادات، واستقال قواد البغال وجميع المدنيين بسبب تأخر أجورهم. وقد استهلكت النساء والأطفال التابعين للجيش الكثير من الإمدادات الشحيحة أصلا. وسرعان ما تم تخفيض حصص إعاشة الجنود. في 12 فبراير عبروا نهر ريو غراندي. وصلت درجات الحرارة في تكساس إلى مستويات منخفضة، وبحلول 13 فبراير هطل ما يقدر بنحو 38-41 سم من الثلوج. تسبب انخفاض درجة حرارة الجسم والزحار وغارات الكومانشي في خسائر فادحة في صفوف الجنود المكسيكيين.
في 21 فبراير وصل سانتا آنا وطلائعه إلى ضفاف نهر مدينة، 40 كم من بيكسار. انضم غالبية حامية آلامو إلى سكان بيكسار ليشاركوا في الاحتفالات المحلية غير مدركين قرب الجيش المكسيكي. ولاستغلال هذا الاحتفال أمر سانتا آنا الجنرال خواكين راميريز يسيسما بالاستيلاء على آلامو الغير محمية بشكل فوري، ولكن الأمطار المفاجئة أوقفت الغارة.